# Józef Birkenmajer
Józef Antoni Birkenmajer (ur. 19 marca 1897 w Czernichowie, zm. 26 września 1939 w Warszawie) – polski slawista, historyk literatury i krytyk literacki, poeta i tłumacz, profesor. Podoficer w 5 Dywizji Strzelców Polskich; więzień obozów bolszewickich w Krasnojarsku i Omsku. 

## Życiorys
Józef Antoni Birkenmajer urodził się 19 marca 1897 w Czernichowie, w rodzinie Ludwika Antoniego, astronoma, historyka nauk ścisłych i profesora Uniwersytetu Jagiellońskiego, oraz Zofii z Karlińskich, córki Franciszka Karlińskiego i Ludmiły z Luckerów. Wychowanek Konwiktu oo. Jezuitów w Chyrowie (1907–1915) i maturzysta Gimnazjum św. Anny w Krakowie (23 czerwca 1915). Miał liczne rodzeństwo; spośród starszych braci Aleksander Ludwik był historykiem nauk ścisłych i filozofii oraz bibliotekoznawcą, Alfred Józef – publicystą i posłem na Sejm, a młodszy Wincenty polonistą i znanym taternikiem.
Po wybuchu I wojny światowej powołany do austriackiej szkoły oficerskiej w październiku 1915 roku i następnie wysłany na front wschodni. Wzięty do niewoli rosyjskiej 7 sierpnia 1916; więziony w twierdzy w Pskowie. Zesłany do kazamatów w Czelabińsku, potem do Troickosawska na granicy mongolskiej, a stamtąd do obozu w Berezówce nad Bajkałem. W maju 1918 roku uciekł do formującej się 5 Dywizji Syberyjskiej Wojska Polskiego w Irkucku. Od 8 września dowódca plutonu 1. kompanii Polskiego Legionu Irkuckiego; front uralski; kampania kadrowa 1. Pułku Strzelców Polskich w Ufie. Od 27 lutego powołany do sztabu dowództwa Wojsk Polskich w Nowo-Nikołajewsku; redaktor „Żołnierza Polskiego” razem z Szymonem A. Nawrockim.
Po kapitulacji 5. Dywizji Syberyjskiej w dniu 10 stycznia 1920 roku, internowany przez bolszewików do obozu jenieckiego w Krasnojarsku. Skazany przez komunistyczny sąd wojenny w Omsku na ciężkie roboty w Tule. Uciekł z obozu 1 października 1920 roku i przedzierał się nocami na zachód; po miesiącu dotarł do Wojsk Polskich stacjonujących we wsi Porozoki na Litwie, 1200 km od Tuły. Po pięciu latach wojny i kazamatów powrócił do Polski 1 listopada 1920 roku i przeszedł do rezerwy jako oficer 5. pułku strzelców podhalańskich.
W latach 1921–1924 studiował polonistykę, lingwistykę porównawczą i filologię klasyczną, początkowo na Uniwersytecie Jagiellońskim, a następnie na Uniwersytecie Warszawskim. Już od 1921 roku rozwinął działalność literacką i publicystyczną. Był wybitnym tłumaczem literatury angielskiej i klasycznej. W roku 1922 ożenił się z Marią (Masią) Jętkiewiczówną, poznaną na Syberii, córką polskiego inżyniera, i osiadł na stałe w Warszawie. Aby zabezpieczyć byt rozrastającej się rodzinie, podjął pracę nauczyciela języka polskiego i łaciny w szkołach gimnazjalnych. Jednocześnie kontynuował pracę naukową, uzyskując stopień doktora filozofii na podstawie rozprawy Bolesław Chrobry w literaturze polskiej (1932) oraz pisząc pracę habilitacyjną Patrium Carmen – Bogurodzica Dziewica (1937). Od 1925 współredaktor Biblioteki Laureatów Nobla, od 1926 członek PEN Clubu, od 1927 członek Czartaka, grupy poetów beskidzkich, w latach 1932–1934 współpracownik Wielkiej Literatury Powszechnej Trzaski & Everta. W latach 1938–1939 był wykładowcą literatury słowiańskiej w Stanach Zjednoczonych na Uniwersytecie Wisconsin w Madison. W sierpniu 1939 roku wrócił do kraju, aby objąć Katedrę Historii i Literatury Polskiej na Katolickim Uniwersytecie Lubelskim.
Po wybuchu II wojny światowej zgłosił się ochotniczo do wojska jako porucznik rezerwy. W dniu 26 września 1939 r. zginął śmiercią żołnierza na murach Cytadeli w obronie Warszawy. Został pochowany na nowym cmentarzu Służewie przy ul. Wałbrzyskiej.
Pozostawił żonę z sześciorgiem dzieci. Jednym z jego synów był Krzysztof Birkenmajer (zm. 2019), geolog i polarnik.

## Twórczość
Zasłynął z międzywojennych przekładów angielskiej literatury przygodowej, nacechowanych dbałością stylistyczną i bogactwem języka, pozwalającym na wyzyskanie wyrazów bliskoznacznych w celu osiągnięcia wytwornej melodii i uniknięcia powtórzeń. Pomimo upływu dziesięcioleci i zmiany przyzwyczajeń czytelniczych jego doskonałe i wciąż wznawiane tłumaczenia pozostają źródłem poznania wielu dzieł obcego piśmiennictwa romantycznego.
Mniej znana jest jego własna proza (zbiór opowiadań Łzy Chrystusowe) i twórczość poetycka, na którą złożyły się dwa zbiory własnych utworów oraz przekłady poezji klasycznej (Horacego).
Józef Birkenmajer dowodził, że pieśń Bogurodzica jest dziełem św. Wojciecha.

### Ważniejsze prace
- Opowiadania Margośki[5] (1927, nowele)
- Łzy Chrystusowe[6] (1927, nowele)
- Poszumy Bajkału (1927, poezje)
- Ulicą i drogą[7] (1928, poezje)
- artykuły i studia krytyczne w czasopismach

## Przekłady

### Literatura angielska
Wśród przekładów najbardziej znane są:
- Daniel Defoe – Przypadki Robinsona Kruzoe
- Rudyard Kipling – Księga dżungli, Kim, Stalky i spółka
- Robert Louis Stevenson – Wyspa skarbów, Pan dziedzic Balantrae
- Frances Hodgson Burnett – Mała księżniczka

### Literatura łacińska
Wśród przekładów z języka łacińskiego znane są w szczególności (w nawiasach daty pierwszego polskiego wydania w tłum. J.B.):
- Horacy Ody, ks. I: pieśń 1 (1931), pieśń 7 (1936), pieśń 8 (1936), pieśń 12 (1936), pieśń 25 (1938), ks. II: pieśń 14, ks. III: pieśń 8 (1936), pieśń 18 (1936), pieśń 23 (1939), pieśń 26 (1937); Epody, epod 2 (1935); Satyry, ks. I: satyra 9 (1931)[8].

### Inne
- przekłady dzieł Williama Butlera Yeatsa, Rabindranatha Tagorego i in.

## Ordery i odznaczenia
- Krzyż Niepodległości (17 września 1932)[9]
- Krzyż Walecznych[3]
- Medal Pamiątkowy za Wojnę 1918–1921[3]
- Miecze Hallerowskie
- Medal Pamiątkowy Wielkiej Wojny (Francja)[3]
- Medal Zwycięstwa („Médaille Interalliée”)[3]